# Silver Shadows Sheik
Silver Shadows Sheik (né le 20 février 1989, mort le 12 mai 2005) est un étalon de race Percheron à la robe noire, né aux États-Unis. Il est exporté vers la France en 1993, dans le but d'alléger le modèle du Percheron français, ce qui suscite de nombreuses réactions des éleveurs français. Il donne notamment naissance à l'étalon Gallien, considéré comme un chef de race dans la renaissance du Percheron diligencier.

## Histoire
Silver Shadows Sheik naît à l'élevage américain de M. John C. Hertel, le 20 février 1989. 
Il est le premier Percheron américain à avoir séjourné en France, entre 1993 et 2005, à l'initiative du directeur du Haras national du Pin à l'époque, Philippe de Quatrebarbes. D'après Homéric, Philippe de Quatrebarbe multiplie les éloges sur cet étalon, le décrivant comme « immense, sublime, doté d'un pedigree excellent et d'allures si parfaites, amples et aériennes, qu'il fera rougir tous nos chevaux de races lourdes ».
Cette importation suscite de nombreux commentaires, du scepticisme et des oppositions des éleveurs de Percheron français, car le Percheron est une race d'origine normande ; importer un cheval américain au Haras du Pin est notamment critiqué sous l'angle de l'absence de patriotisme économique. Son objectif est de contribuer à alléger le modèle du Percheron français, afin d'accompagner sa reconversion vers l'équitation de loisir.
Silver Shadows Sheik meurt le 12 mai 2005.

## Description
Silver Shadows Sheik est un étalon de la race Percheron, à la robe noire.
Il a été surnommé péjorativement « l'Américain » ou « l'Africain » par des éleveurs de Percheron en France, qui lui reprochent d'être « une bête de cirque » ou « une bête à concours ».

## Origines
Silver Shadows Sheik est un fils de l'étalon Percheron canadien Lo Lynd Joe Laet, et de la jument Percheron américaine Margo Lee Lismore,.

## Descendance
Silver Shadows Sheik est le père de 297 poulains enregistrés. Le président de la Société hippique percheronne de France Bernard Boblet a notamment fait appel à des croisements avec Silver Shadows Sheik pour l'une de ses juments.

Il est le père de Gallien, devenu étalon reproducteur pour les Haras nationaux, qui a fortement marqué l'élevage du Percheron en France.